# Schmillinghausen
Schmillinghausen ist ein Stadtteil von Bad Arolsen im nordhessischen Landkreis Waldeck-Frankenberg.

## Geographische Lage
Schmillinghausen liegt im Waldecker Land nördlich von Bad Arolsen an der Bundesstraße 252 und ist umgeben von Wiesen und Wäldern. Es befindet sich an der Wande, in die unterhalb des Dorfs die Schwarze Puhle mündet, die von Westen her fließt.

## Geschichte

### Ortsgeschichte
Vermutlich wurde Schmillinghausen bereits in der Zeit der zweiten Siedlungsperiode zwischen 400 und 800 n. Christus gegründet. Die älteste bekannte  urkundliche Erwähnung war im Jahre 1312, als auf Veranlassung Dietrichs von Mederike die von ihm bei der „villa in Smedelinchusen“ erbaute Kapelle von ihrer bisherigen Parochialkirche in Külte getrennt wurde und einen eigenen Leutpriester (plebanus) erhielt. Zum Kirchspiel Schmillinghausen gehörten Herbsen und Hörle. Die spätestens 1405 im Mannesstamm ausgestorbenen Herren von Mederike hatten mindestens noch bis 1365 Besitz in Schmillinghausen, den sie als Pfand einsetzten. 1357 verpachteten sie die Mühle des Heiligen Kreuzes in Schmillinghausen an den Müller Johann. 
Das Dorf gehörte zum Herrschaftsbereich der Grafen von Waldeck. Aus dem Jahre 1335 ist bekundet, dass deren Gefälle aus dem Ort von Graf Heinrich IV. an Johann von Runst zu Lehen vergeben waren. 1339 verschrieb Graf Heinrich IV. seiner Schwiegertochter Mechthild (Mathilde), Tochter des Herzogs Otto III. von Braunschweig-Lüneburg, zur Leibzucht die Burg und die Stadt Rhoden mit Renten u. a aus Schmillinghausen und Recklinghausen. 1390 verpfändete Graf Heinrich VI. von Waldeck die von seiner Mutter Mechthild ererbte Burg und Stadt Rhoden mit Gütern u. a. zu Schmillinghausen an Konrad II. (Kurt) Spiegel zum Desenberg, dem Amtmann und Landvogt der kurmainzischen Besitzungen in Hessen und den angrenzenden westfälischen Gebieten. Im 15. Jahrhundert fiel der Ort wüst; die Gründe dafür sind bisher unbekannt.
Im Jahre 1481 schenkte Graf Otto IV. von Waldeck zu Landau den wüst gefallenen Ort und das Kirchlehen Schmillinghausen dem Antoniterkloster Grünberg mit dem Auftrag zur Neubesiedelung, was die Grünberger Antoniter auch bewerkstelligten. Als Otto IV. im Jahre 1492 das durch Sittenverfall und Misswirtschaft in Schwierigkeiten geratene Augustiner-Chorfrauenstift Aroldessen schloss und ebenfalls den Grünberger Antonitern übertrug, kam das neubesiedelte Dorf Schmillinghausen zum Kloster. Die Waldecker Grafen behielten lediglich das Holzgericht, die Hohe Jagd, den Wildbann und den Brückenzoll. Als das Kloster Aroldessen im Zuge der Reformation in der Grafschaft Waldeck 1526 aufgehoben wurde, fiel der gesamte Ort zurück an die Grafen. Belegt ist, dass im Jahre 1537 alle Höfe in Schmillinghausen in gräflichem Eigentum und zumeist verpachtet waren.
Im Jahre 1989 wurde die Ortsumgehung fertiggestellt. Nach dem Rückbau der alten Bundesstraße wurde der gesamte Ortsbereich, außer der Kreisstraße von Herbsen nach Bad Arolsen, zur Geschwindigkeits-Zone 30 erklärt. Hierdurch hat sich die Wohnqualität im Dorf, insbesondere für die Kinder, deutlich verbessert.
Hessische Gebietsreform (1970–1977)
Im Zuge der Gebietsreform in Hessen verlor die Gemeinde Schmillinghausen zum 31. Dezember 1970 ihre Eigenständigkeit und wurde in die Stadt Arolsen eingemeindet. Für Schmillinghausen wurde wie für alle nach Arolsen eingemeindeten Orte ein Ortsbezirk mit Ortsbeirat und Ortsvorsteher nach der Hessischen Gemeindeordnung gebildet.

### Verwaltungsgeschichte im Überblick
Die folgende Liste zeigt die Staaten und Verwaltungseinheiten, in denen Schmillinghausen lag:
- vor 1712: Heiliges Römisches Reich, Grafschaft Waldeck, Amt Rhoden
- ab 1712: Heiliges Römisches Reich, Fürstentum Waldeck, Amt Arolsen
- ab 1807: Fürstentum Waldeck, Amt Arolsen
- ab 1815: Fürstentum Waldeck, Oberamt der Diemel (Sitz in Arolsen)
- ab 1816: Fürstentum Waldeck, Oberjustizamt der Diemel (Sitz in Rhoden)
- ab 1850: Fürstentum Waldeck-Pyrmont (seit 1849), Kreis der Twiste (Sitz bis 1857 in Mengeringhausen, dann in Arolsen)[Anm. 1]
- ab 1867: Fürstentum Waldeck-Pyrmont (Akzessionsvertrag mit Preußen), Kreis der Twiste
- ab 1871: Deutsches Reich, Fürstentum Waldeck-Pyrmont, Kreis der Twiste
- ab 1919: Deutsches Reich, Freistaat Waldeck-Pyrmont, Kreis der Twiste
- ab 1929: Deutsches Reich, Freistaat Preußen, Provinz Hessen-Nassau, Regierungsbezirk Kassel, Kreis der Twiste
- ab 1942: Deutsches Reich, Freistaat Preußen, Provinz Hessen-Nassau, Regierungsbezirk Kassel, Landkreis Waldeck
- ab 1944: Deutsches Reich, Freistaat Preußen, Provinz Kurhessen, Regierungsbezirk Kassel, Landkreis Waldeck
- ab 1945: Deutsches Reich, Amerikanische Besatzungszone, Groß-Hessen, Regierungsbezirk Kassel, Landkreis Waldeck
- ab 1946: Deutsches Reich, Amerikanische Besatzungszone, Hessen, Regierungsbezirk Kassel, Landkreis Waldeck
- ab 1949: Bundesrepublik Deutschland, Hessen, Regierungsbezirk Kassel, Landkreis Waldeck
- ab 1971: Bundesrepublik Deutschland, Hessen, Regierungsbezirk Kassel, Landkreis Waldeck, Stadt Bad Arolsen
- ab 1974: Bundesrepublik Deutschland, Hessen, Regierungsbezirk Kassel, Landkreis Waldeck-Frankenberg, Stadt Bad Arolsen

### Bevölkerung
Einwohnerstruktur 2011
Nach den Erhebungen des Zensus 2011 lebten am Stichtag dem 9. Mai 2011 in Schmillinghausen 432 Einwohner. Darunter waren 3 (0,7 %) Ausländer. Nach dem Lebensalter waren 78 Einwohner unter 18 Jahren, 177 waren zwischen 18 und 49, 105 zwischen 50 und 64 und 72 Einwohner waren älter. Die Einwohner lebten in 174 Haushalten. Davon waren 51 Singlehaushalte, 42 Paare ohne Kinder und 63 Paare mit Kindern, sowie 15 Alleinerziehende und 3 Wohngemeinschaften. In 33 Haushalten lebten ausschließlich Senioren und in 111 Haushaltungen leben keine Senioren.
Einwohnerentwicklung
 Quelle: Historisches Ortslexikon
- 1620: 34 Häuser
- 1650: 17 Häuser
- 1738: 52 Häuser
- 1770: 71 Häuser, 358 Einwohner

| Schmillinghausen: Einwohnerzahlen von 1770 bis 2015 | Schmillinghausen: Einwohnerzahlen von 1770 bis 2015 | Schmillinghausen: Einwohnerzahlen von 1770 bis 2015 | Schmillinghausen: Einwohnerzahlen von 1770 bis 2015 | Schmillinghausen: Einwohnerzahlen von 1770 bis 2015 |
| --- | --------------------------------------------------- | --------------------------------------------------- | --------------------------------------------------- | --------------------------------------------------- |
| Jahr |                                                     |                                                     |                                                     | Einwohner                                           |
| 1770 | 1770                                                |                                                     | 358                                                 | 358                                                 |
| 1800 | 1800                                                |                                                     | ?                                                   | ?                                                   |
| 1834 | 1834                                                |                                                     | 521                                                 | 521                                                 |
| 1840 | 1840                                                |                                                     | 527                                                 | 527                                                 |
| 1846 | 1846                                                |                                                     | 526                                                 | 526                                                 |
| 1852 | 1852                                                |                                                     | 581                                                 | 581                                                 |
| 1858 | 1858                                                |                                                     | 493                                                 | 493                                                 |
| 1864 | 1864                                                |                                                     | 530                                                 | 530                                                 |
| 1871 | 1871                                                |                                                     | 512                                                 | 512                                                 |
| 1875 | 1875                                                |                                                     | 478                                                 | 478                                                 |
| 1885 | 1885                                                |                                                     | 432                                                 | 432                                                 |
| 1895 | 1895                                                |                                                     | 418                                                 | 418                                                 |
| 1905 | 1905                                                |                                                     | 416                                                 | 416                                                 |
| 1910 | 1910                                                |                                                     | 416                                                 | 416                                                 |
| 1925 | 1925                                                |                                                     | 394                                                 | 394                                                 |
| 1939 | 1939                                                |                                                     | 410                                                 | 410                                                 |
| 1946 | 1946                                                |                                                     | 669                                                 | 669                                                 |
| 1950 | 1950                                                |                                                     | 654                                                 | 654                                                 |
| 1956 | 1956                                                |                                                     | 474                                                 | 474                                                 |
| 1961 | 1961                                                |                                                     | 456                                                 | 456                                                 |
| 1967 | 1967                                                |                                                     | 464                                                 | 464                                                 |
| 1980 | 1980                                                |                                                     | ?                                                   | ?                                                   |
| 1990 | 1990                                                |                                                     | ?                                                   | ?                                                   |
| 2000 | 2000                                                |                                                     | ?                                                   | ?                                                   |
| 2011 | 2011                                                |                                                     | 432                                                 | 432                                                 |
| 2015 | 2015                                                |                                                     | 431                                                 | 431                                                 |
| Datenquelle: Historisches Gemeindeverzeichnis für Hessen: Die Bevölkerung der Gemeinden 1834 bis 1967. Wiesbaden: Hessisches Statistisches Landesamt, 1968. Weitere Quellen: LAGIS; Zensus 2011 |                                                     |                                                     |                                                     |                                                     |

Historische Religionszugehörigkeit
| • 1885: | 414 evangelische (= 99,04 %), vier katholische (= 0,96 %) Einwohner |
| • 1961: | 415 evangelische (= 91,01 %), 39 katholische (= 8,55 %) Einwohner   |

## Kirche

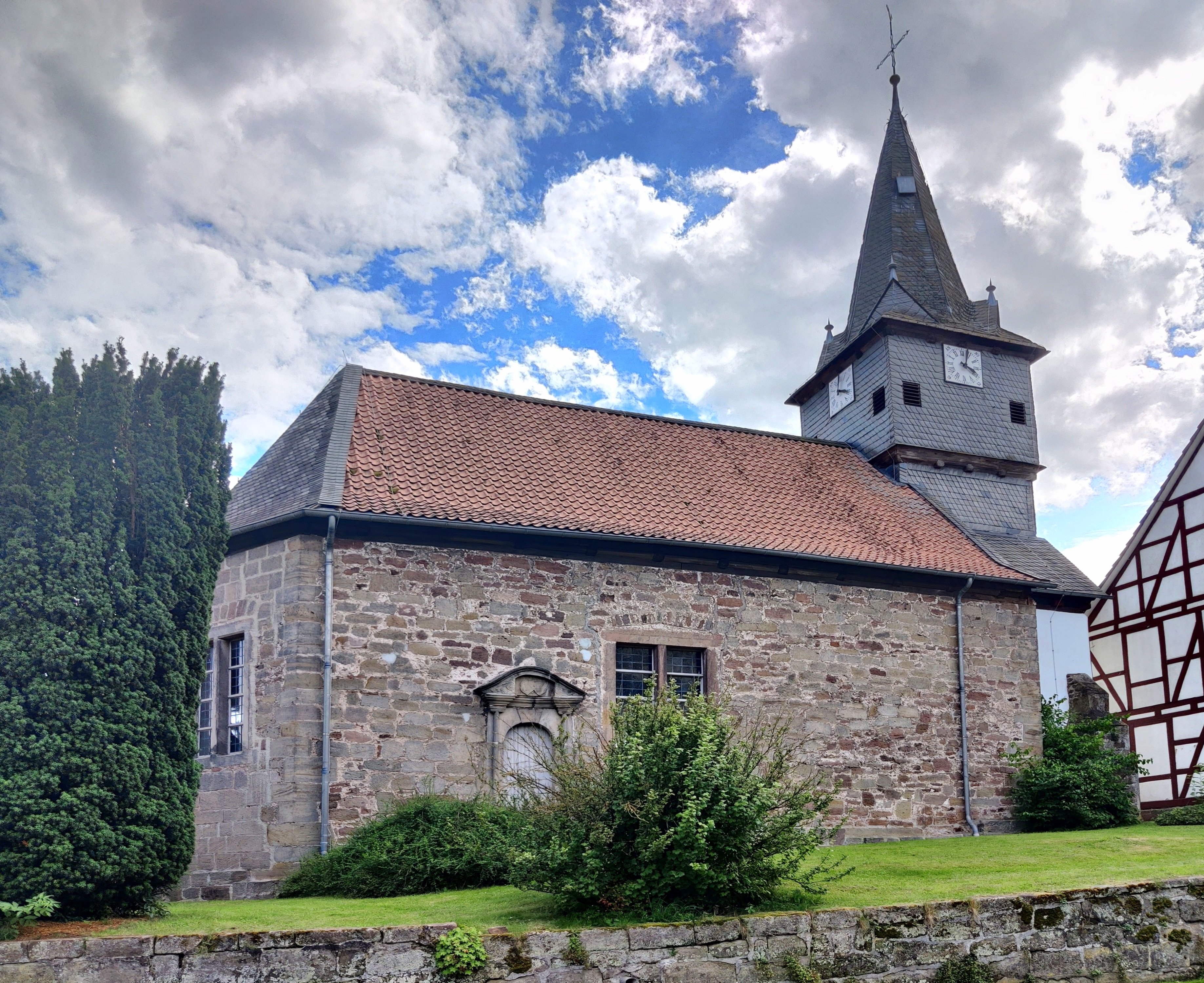
Evangelische Kirche in Schmillinghausen

Von der ursprünglichen Kapelle ist nur wenig erhalten: Reste eines mittelalterlichen quadratischen Wehrturms befinden sich im heutigen Westturm; der obere Teil des Turms wurde 1618 abgebrochen und durch einen Holzturm ersetzt. Die barocke Saalkirche, ein dreiseitig geschlossener Bau, stammt aus den Jahren 1605–18 und wurde 1717–21 umfassend renoviert.
Sehenswert ist der Kanzelaltar aus der Zeit des Rokoko, in seiner Art einer der bedeutendsten im ehemaligen Fürstentum Waldeck. Er stammt aus der Umbauzeit der Jahre 1717 bis 1721, ebenso das Holzkruzifix auf dem Altar.
Weitere Sehenswürdigkeiten sind die Malereien am Holztonnengewölbe der Kirche. Die barocke Holzdeckenmalereien von 1774 stammen von Christian Wilhelm Tischbein. Sie gliedern sich in zwölf Felder, die eine protestantische, dynastische und auf die eigene Kirchengeschichte der Pfarrei bezogene Thematik darstellen und bestehen aus Szenen der Bibel, des Fürstentums Waldeck und einem Bildnis Martin Luthers mit Schwan.
Die Noeske-Orgel stifteten Anfang der 1990er Jahre Christine Brückner und ihr Ehemann, der Schriftsteller Otto Heinrich Kühner, der Kirchengemeinde und dem Gotteshaus. Sie wurde am Pfingstfest 1990 eingeweiht.

## Wirtschaft und Infrastruktur
Schmillinghausen ist noch heute landwirtschaftlich geprägt, neben vielen Nebenerwerbslandwirten werden noch einige Haupterwerbsbetriebe geführt. 
Neben der Kirche befindet sich ein eingruppiger Kindergarten. Im Ort gibt es zwei öffentliche Spielplätze und ein Kleinsportfeld.

## Söhne und Töchter
- Christine Brückner (1921–1996), deutsche Schriftstellerin, die deutlich zur Bekanntheit von Schmillinghausen beitrug, zuletzt in Kassel lebte und in Schmillinghausen beerdigt wurde
- Johannes Emde (1774–1859), deutscher evangelischer Missionar und Gründer der evangelischen Kirche in Ost-Java
- Johann Heinrich Gröticke (1771–1829), deutscher Landwirt und Politiker
- August Waldeck (1836–1917), deutscher Lehrer und Politiker